# Theresa Varela
La Hermana Theresa Varela (n. Cabo Verde, África; en1937) es una monja radicada en San Marcos Sierras, al noroeste de la Provincia de Córdoba (Argentina), en el Departamento Cruz del Eje. Preside la "Fundación Misión Esperanza" desde 1997
Biografía
Nacida en Cabo Verde, África, es la quinta hija de una familia de 13 hermanos. A los 18 años, sintiendo un llamado de Dios, se trasladó a Portugal, al convento de las Hermanas de San Pedro Claver, donde hizo sus primeros meses de postulantado, para luego ingresar al noviciado en Italia, donde ejerció su vocación religiosa y realizó sus estudios teológicos.
En 1968 viajó a Estados Unidos para cursar estudios de lengua inglesa y música.
En 1971 llegó a Argentina, enviada por la Congregación de San Pedro Claver, donde desempeñaba tareas como directora de la revista “Eco de las Misiones” y del Almanaque Claveliano de la Congregación. También ejerció como ecónoma de la comunidad, dando conferencias de promoción misionera, etc.
En 1983 fue enviada a Brasil para fundar la primera casa de la Congregación del país. Allí tuvo cargo de Superiora y Maestra de Novicias. Después de ocho años sintió el segundo llamado de Dios para trabajar con los más necesitados, fue entonces cuando pidió a sus superiores permiso para trabajar con niños carenciados. En diciembre de 1991 viaja a Argentina y permanece en el Convento de las Hermanas de San Pedro Claver.
El 8 de diciembre de 1993, y bajo la dirección del Cardenal Raúl Primatesta, por entonces Primado de Provincia de Córdoba, pidió realizar una experiencia extracomunitaria. Se trasladó entonces a la ciudad de Oncativo, donde permaneció dos años.
El 8 de diciembre de 1995 vuelve nuevamente al convento de sus Hermanas en Buenos Aires y el 8 de septiembre de 1996 deja el convento y parte hacia la Provincia de Córdoba, y luego de permanecer unos meses nuevamente en Oncativo, comenzó su nueva Misión solidaria en San Marcos Sierras, lugar designado por el Obispo de Cruz del Eje, Mons. Omar Félix Colomé, el 11 de enero de 1997.
En diciembre de 1997, crea la Fundación Misión Esperanza, junto con un grupo de amigos de Oncativo.

## Trayectoria
Entre 1998 y 2000 abrió siete Centros Comunitarios ubicados en las periferias de la ciudad de Cruz del Eje, cinco en los barrios marginales (Los Altos, La Curva, La Rinconada, San Antonio y La Feria) y dos en la zona rural (El Simbolar y San Nicolás), de los cuales cinco de ellos fueron construidos por la Fundación Arcor. En los comienzos, los comedores funcionaban al aire libre. Con el paso del tiempo y la colaboración de particulares y empresas se logró construir salones de usos múltiples con cocinas y baños. En estos Centros se asisten a los niños diariamente con una merienda-cena. Las encargadas de cada Centro son Sras. de la comunidad que colaboran de manera voluntaria, preparan la comida, mantienen la limpieza del lugar y contienen a los niños. Al alimento diario en los Centros se suma apoyo escolar, actividades recreativas, culturales y talleres.
Paralelamente y desde sus inicios, la Hermana Theresa organiza todos los años la "Fiesta del día del niño", donde reúne alrededor de 2.500 niños carenciados, organizando shows infantiles con entrega de regalos.
Entre 2002 y 2007 construye el Camión Sanitario de la Fundación. La idea nació en 2002 con un grupo de amigos, quienes le preguntaron cuál era su máximo sueño. ”Un consultorio médico móvil” fue la respuesta inmediata de la Hermana Theresa. Lograron reunir 9.000 euros.
Ya en Argentina, la Hermana Theresa se puso en contacto con Ford Motor Company Argentina y compró el camión. Y con el aporte de varias empresas y particulares se logró equipar el Camión Sanitario. Una vez listo el hospital móvil, se inició la convocatoria de médicos voluntarios para trabajar en las misiones. El Camión Sanitario quedó oficialmente inaugurado en el año  2007 con la primera salida al monte cruzdelejeño. A partir de ese momento, y hasta el día de hoy, realiza viajes mensuales al norte de Córdoba. En 2008 realizó dos Misiones en la Provincia del Chaco, visitando a los Tobas de El Impenetrable. De esta manera se inauguran las “Misiones extraordinarias anuales”, de varios días de atención sanitaria y solidaria. En los últimos años estas misiones se realizaron en los parajes cercanos a Quimilí, Santiago del Estero.
El camión sanitario realizó desde el año 2008 y hasta fines de 2017, 19.849 atenciones médicas en las zonas del norte de la Provincia de Córdoba, Santiago del Estero y Chaco
En el 2000 la Fundación Por un Mundo Mejor, de Carlos Bianchi y Jorge Guinzburg, le propone a la Hermana Theresa la construcción de una Escuela de Artes y Oficios para los chicos sin recursos, de forma de fomentar la cultura del trabajo, del esfuerzo y la responsabilidad, bajo una formación cristiana. Al finalizar la estructura se lo bautiza como Aldea “La Esperanza” y pasa a ser la sede de la Fundación. 
El 26 de septiembre de 2009 se realizó la inauguración oficial de la Escuela, realizando una prueba piloto con 6 chicas, algunas traídas de El Impenetrable, capacitándolas en varios oficios.
Al poco tiempo La Hermana Theresa inician las conversaciones con las autoridades del Instituto IPET Nº 253 de Cruz del Eje, recibiendo posteriormente, y gracias al Sr. Ministro de Educación de la Provincia, un amplio apoyo y autorización para que La Aldea sea el IPET 253 PIT 14/17 Aula Extendida Misión Esperanza, con el programa P.I.T. (Programa de Inclusión y Terminalidad). El P.I.T. está dirigido a los chicos y adolescentes de 14 a 17 años, que haya acabado la Escuela Primaria y no continuaron, y también para aquellos que empezaron la Escuela Secundaria y luego la abandonaron (por eso también se lo conoce como Programa 14 a 17). El 16 de agosto de 2011 se inicia formalmente las actividades escolares del IPET 253 PIT 14/17 Aula Extendida Misión Esperanza. El título es oficial: Bachiller con especialidad en Ciencias Sociales con Orientación en Humanidades.
A principios de 2013 La Hermana Theresa inaugura la Escuela de Valores dirigida a los niños de 6 a 12 años, que funciona en La Aldea “La Esperanza” los días sábados. Asisten niños provenientes de las zonas rurales y de los siete Centros Educativos de Promoción Humana. Son instruidos en distintos talleres de deportes (fútbol, hockey, rugby y vóley) y disciplinas (gastronomía y pastelería, costura y telar, ajedrez, danzas, música y guitarra).
Promediando el 2013 nace el grupo  “La Brigada E”, cuyo objetivo es contribuir activamente en acciones solidarias en los 7 Centros Educativos de Promoción Humana de la Fundación, donde se asiste una vez por mes, los días sábados, de forma alternada. Realizan acompañamiento y asumen compromisos en respuesta a las necesidades del lugar. Se trata de potenciar recursos y unificar esfuerzos para fortalecer las actividades orientadas al cuidado y mantenimiento de los Centros.
En el año 2014 la Hermana inaugura en La Aldea “La Esperanza” el consultorio odontológico, y el consultorio pediátrico y de adultos. Funcionan los sábados por la mañana priorizando a los niños de 6 a 12 años que concurren a los talleres de “La Escuela de Valores”, y que provienen de los parajes más lejanos de Departamento de Cruz del Eje y de los 7 Centros Educativos de Promoción Humana. Se realizan atenciones primarias y preventivas, y se dictan talleres orientativos. En septiembre de 2017 se inaugura el equipo de Ortopedia Maxilar con el propósito de abordar el área específica de prevención y tratamiento de niños.
A principios de 2017 surge el Equipo de Rehabilitación Móvil, cuyo objetivo es realizar misiones periódicas de profesionales de la salud (psicólogos, psicopedagogos, nutricionistas, odontólogos, asistentes sociales, pediatras, kinesiólogos, voluntarios, etc.) para realizar la atención domiciliaria a niños y adolescentes con y sin discapacidad que viven en zonas desfavorables y marginales. También se trata de capacitar e involucrar a las familias de acuerdo a las posibilidades y necesidades.